# Open Haven (Oost-Souburg)

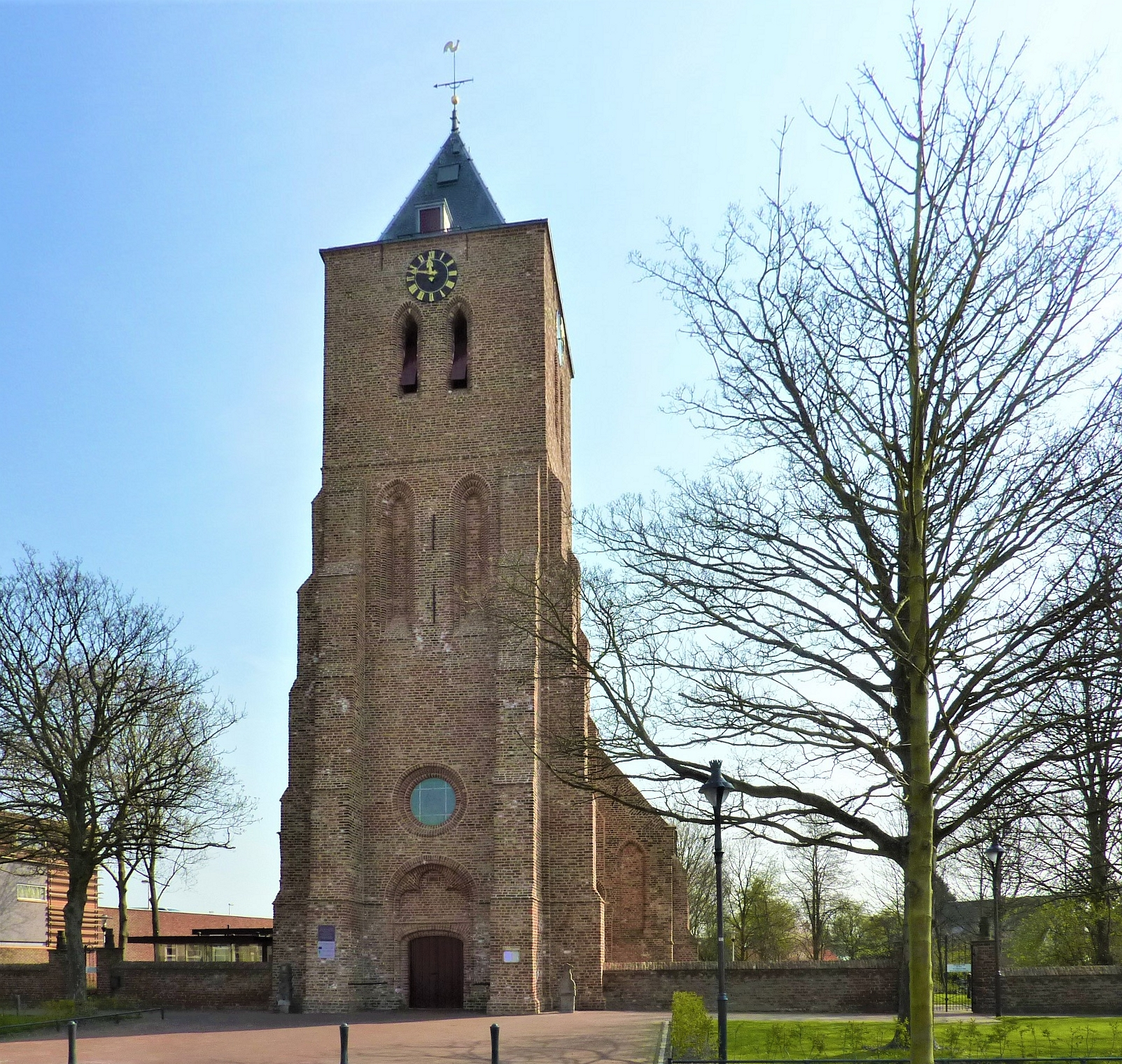
Die Kirche Open Haven

Open Haven (deutsch Offener Hafen) ist ein Kirchengebäude der Protestantischen Kirche in den Niederlanden in Oost-Souburg, einem Ortsteil der Gemeinde Vlissingen in der Provinz Zeeland. Das Kirchenschiff sowie der Turm des Gotteshauses sind seit 1967 als niederländische Rijksmonumente eingestuft.

## Geschichte
Vor 1235 bestand in Oost-Souburg in unmittelbarer Nähe zu einer in karolingischer Zeit entstandenen Ringwallanlage bereits eine Kapelle, die 1250 als eigenständige Pfarrkirche von West-Soubourg abgepfarrt wurde. Die Kirche trug bis zur Reformation das Patrozinium Onze Lieve Vrouw van de Toren (Unserer Liebe Frau vom Turm). In der Kirche verehrten Pilger ein Gnadenbild Unserer Lieben Frau.
Im 14. Jahrhundert entstanden die Untergeschosse des Kirchturmes, im 15. Jahrhundert wurde ein spätgotisches dreischiffiges Langhaus hinzugefügt, welches 1572/73 im Zuge des Achtzigjährigen Krieges verwüstet wurde. Bereits 1582/83 wurde das Langhaus wieder hergerichtet. Auf den Neubau eines Chorraums verzichtete man, da er im Gottesdienst einer reformierten Predigtkirche keine Funktion mehr hatte. 1605 wurde der Kirchturm erhöht. Langhaus und Turm erhielten bei Baumaßnahmen im 19. Jahrhundert ihre endgültige Gestalt.
Die Kirchengemeinde schloss sich 2005 der Protestantischen Kirche in den Niederlanden an und benennt ihr Kirchengebäude heute Open Haven.

## Orgel
Die Orgel wurde 1874 durch die Orgelbaufirma Van Puffelen gebaut. Das Instrument stand zunächst über dem Eingang und wurde 1920 auf der Empore über der Kanzel aufgestellt. Das Instrument hat 9 Register auf einem Manual (Bourdon 16′, Prestant 8′, Holpijp 8′, Viola di Gamba 8′, Octaaf 4′, Fluit 4′, Octaaf 2′, Mixtuur II-III, Trompet 8′). Das Pedal ist angehängt.